# Johann Durand
Pour l’article ayant un titre homophone, voir Yohan Durand.
Pour les articles homonymes, voir Durand.
Johann Durand est un footballeur français né le 17 juin 1981 à Évian-les-Bains.

## Biographie
En 2000, alors âgé de 19 ans, Johann Durand arrive au FC Gaillard en provenance du Servette Football Club 1890 de Genève où il a été formé. Engagé comme doublure de Yannick Crampel, il deviendra dès 2003 le gardien numéro 1. 
Sous le maillot gaillardin puis « Croix de Savoie » et enfin « évianais », Durand est le seul joueur a participé aux accessions du club depuis le CFA en 2002 jusqu'en Ligue 1 en 2011. Il devient de ce fait le joueur qui a disputé le plus de rencontres sous le maillot de l'actuel Évian Thonon Gaillard FC (avec 205 matchs et par ailleurs 8 cartons jaunes récoltés).
Il dispute le 4 mai 2013 son premier match en Ligue 1 contre l'ESTAC Troyes, en raison de la blessure en cours de match du gardien titulaire, Bertrand Laquait.
De 2017 à 2022, il est entraîneur du club de Cluses-Scionzier en championnat régional.

## Statistiques
Données inconnus pour les saisons 2000-2001 et 2000-2002 ainsi qu'en Coupe de France de 2000 à 2005.
| Saison                | Club                         | Championnat           | Championnat | Championnat | Coupe nationale | Coupe nationale | Coupe de la Ligue | Coupe de la Ligue | Total | Total |
| Saison                | Club                         | Division              | M.          | B.          | M.              | B.              | M.                | B.                | M.    | B.    |
| 2000-2001             | FC Gaillard                  | 5                     | -           | -           | -               | -               | -                 | -                 | 0     | 0     |
| 2001-2002             | FC Gaillard                  | 5                     | -           | -           | -               | -               | -                 | -                 | 0     | 0     |
| 2002-2003             | FC Gaillard                  | 5                     | 14          | 0           | -               | -               | -                 | -                 | 14    | 0     |
| 2003-2004             | Football Croix-de-Savoie 74  | 4                     | 32          | 0           | -               | -               | -                 | -                 | 32    | 0     |
| 2004-2005             | Football Croix-de-Savoie 74  | 3                     | 32          | 0           | -               | -               | -                 | -                 | 32    | 0     |
| 2005-2006             | Football Croix-de-Savoie 74  | 3                     | 29          | 0           | 4               | 0               | -                 | -                 | 33    | 0     |
| 2006-2007             | Football Croix-de-Savoie 74  | 4                     | 34          | 0           | 1               | 0               | -                 | -                 | 35    | 0     |
| 2007-2008             | Olympique Croix-de-Savoie 74 | 4                     | 25          | 0           | 7               | 0               | -                 | -                 | 32    | 0     |
| 2008-2009             | Olympique Croix-de-Savoie 74 | 3                     | 29          | 0           | 4               | 0               | -                 | -                 | 33    | 0     |
| 2009-2010             | Évian Thonon Gaillard FC     | 3                     | 8           | 0           | 1               | 0               | -                 | -                 | 9     | 0     |
| 2010-2011             | Évian Thonon Gaillard FC     | 2                     | 1           | 0           | 1               | 0               | 2                 | 0                 | 4     | 0     |
| 2011-2012             | Évian Thonon Gaillard FC     | 1                     | -           | -           | -               | -               | -                 | -                 | 0     | 0     |
| 2012-2013             | Évian Thonon Gaillard FC     | 1                     | 2           | 0           | -               | -               | -                 | -                 | 2     | 0     |
| 2013-2014             | Évian Thonon Gaillard FC     | 1                     | -           | -           | -               | -               | -                 | -                 | 0     | 0     |
| 2014-2015             | Évian Thonon Gaillard FC     | 1                     | -           | -           | -               | -               | -                 | -                 | 0     | 0     |
| 2015-2016             | Évian Thonon Gaillard FC     | 2                     | 3           | 0           | 4               | 0               | -                 | -                 | 7     | 0     |
| Total sur la carrière | Total sur la carrière        | Total sur la carrière | 199         | 0           | 19              | 0               | 2                 | 0                 | 220   | 0     |

## Palmarès

### En club
- Évian TGFC
  - Champion de CFA en 2004 et 2008
  - Champion de National en 2010
  - Champion de Ligue 2 en 2011

### Distinctions personnelles
- Équipe type des 10 ans du Football Croix-de-Savoie 74 élue par les lecteurs du Dauphiné libéré en 2013[6]